# Liste der Kulturdenkmäler in Grumbach (Glan)
In der Liste der Kulturdenkmäler in Grumbach sind alle Kulturdenkmäler der rheinland-pfälzischen Ortsgemeinde Grumbach aufgeführt. Grundlage ist die Denkmalliste des Landes Rheinland-Pfalz (Stand: 6. September 2022).

## Denkmalzonen
| Bezeichnung             | Lage | Baujahr                 | Beschreibung | Bild            |
| ----------------------- | --- | ----------------------- | --- | --------------- |
| Denkmalzone Ortskern    | Auf dem Schloß, Friedhofweg, In der Hohl, Oberstraße, Sonnhofweg, Unterstraße, Unter dem Schloß, Weierdamm Lage | 18. und 19. Jahrhundert | aus den beiden Siedlungskernen Grumbach-Tal und Grumbach-Schloss zusammengewachsener historischer Ortskern; weitgehend geschlossene Bebauung entlang der hangparallelen Straßen an dem steil aufsteigenden Schlossberg über Substruktionen, Bausubstanz des 18. und 19. Jahrhunderts; kennzeichnendes Ortsbild | Fotos hochladen |
| Denkmalzone Schlossberg | Auf dem Schloß, Oberstraße Lage                                                                                 | ab dem 13. Jahrhundert  | von der im 13. Jahrhundert errichteten wildgräflichen Burg Grumbach nur noch das sogenannte Archivgebäude und Substruktionsmauern erhalten, vom rheingräflichen Schloss Teile der ehemaligen Zehntscheune (Oberstraße 33), eine weitere Scheune (Oberstraße 34 und 35) und Obergeschoss des Archivs (Auf dem Schloß 8) erhalten, im Westen Lustgarten, auf seiner Nordseite fünfachsiger unvollendeter Schlossneubau (Sonnhofweg 4) | Fotos hochladen |

## Einzeldenkmäler
| Bezeichnung                   | Lage                       | Baujahr         | Beschreibung | Bild            |
| ----------------------------- | -------------------------- | --------------- | --- | --------------- |
| Amtsgericht                   | Auf dem Schloß 3, 5 Lage   | vor 1834        | ehemaliges preußisches Amtsgericht; ursprünglich freistehender Quaderbau (heute verputzt), vor 1834, anschließend dreiachsiger übergiebelter Quaderbau, 1879                                                       | Fotos hochladen |
| Rheingräfliches Archivgebäude | Auf dem Schloß 8 Lage      | 16. Jahrhundert | dreigeschossiger Putzbau, im Kern aus dem 16. Jahrhundert, jüngeres Zwischengeschoss, offene Loggia und Mansarddach, bezeichnet 1722, Umbau 1879                                                                   | Fotos hochladen |
| Evangelische Pfarrkirche      | Auf dem Schloß 9 Lage      | 1836–38         | klassizistischer Saalbau mit Vorhalle und eingestelltem Turm, 1836–38, Architekt Kommunalbaumeister Leonhard, St. Wendel; Stumm-Orgel von 1863                                                                     | Fotos hochladen |
| Adelshof                      | Oberstraße 14 Lage         | 1780            | ehemaliger Adelshof; großvolumiger spätbarocker Krüppelwalmdachbau, bezeichnet 1780, Stallscheune 1781 | Fotos hochladen |
| Hofratsgebäude                | Oberstraße 31 Lage         | 18. Jahrhundert | großvolumiger Krüppelwalmdachbau über hohen Substruktionen, 18. Jahrhundert, im Kern wohl älter; ortsbildprägend                                                                                                   | Fotos hochladen |
| Wirtschaftshof                | Oberstraße 33, 34, 35 Lage | vor 1631        | ehemaliger Wirtschaftshof; Scheunenkomplex, vor 1631, Umbau im 18. Jahrhundert; Nr. 33 drei- und eingeschossige Zehntscheune, dendrodatiert 1766; Nr. 34 und 35 in den Substruktionen wohl aus dem 17. Jahrhundert | Fotos hochladen |
| Wappenstein                   | Sonnhofweg, an Nr. 8 Lage  |                 | Wappen der Rheingrafen zu Grumbach; quadrierter Wappenstein mit aufgesetztem Mittelschild | Fotos hochladen |
| Wohnhaus                      | Unter dem Schloß 1 Lage    | 1779            | Krüppelwalmdachbau, teilweise Fachwerk, bezeichnet 1779, eingeschossiger Anbau mit Krüppelwalmdach, eventuell jünger; ortsbildprägend                                                                              | Fotos hochladen |
| Wohnhaus                      | Unter dem Schloß 3 Lage    | um 1792         | spätbarocker Mansarddachbau, teilweise Fachwerk, um 1792 | Fotos hochladen |